# NGC 6935
NGC 6935 (другие обозначения — PGC 65112, ESO 234-59, FAIR 906, AM 2034-521, IRAS20346-5217) — спиральная галактика с перемычкой (SBa) в созвездии Индеец.
Этот объект входит в число перечисленных в оригинальной редакции «Нового общего каталога».
В галактике вспыхнула сверхновая SN 2006ms типа II, её пиковая видимая звездная величина составила 17,3.